# (34545) 2000 SB234
2000 SB234 (asteroide 34545) é um asteroide da cintura principal. Possui uma excentricidade de 0.10469880 e uma inclinação de 7.26121º.
Este asteroide foi descoberto no dia 21 de setembro de 2000 por LINEAR em Socorro.